# Позитронска емисија
Позитронска емисија или бета плус распад (β+ распад) подтип је радиоактивног распада који се назива бета распад, где се протон унутар нуклеуса радионуклида претвара у неутрон отпуштајући позитрон и електронски неутрино (νe). Позитронском емисијом посредује слаба сила. Позитрон је тип бета честице (β+), а друга бета честица је електрон (β−) емитован из β− распада нуклеуса.
Пример позитронске емисије (β+ распад) приказан је са магнезијумом-23 који се распада у натријум-23:
2312Mg → 2311Na + e+ + ν
Пошто позитронска емисија смањује број протона релативно у односу на број неутрона, позитронски распад се дешава обично код огромних радионуклида „богатих протонима”. Позитронски распад резултује нуклеарном трансмутацијом, мењајући атом једног хемијског елемента у атом елемента са атомским бројем који је мањи за једну јединицу.
Позитронска емисија не би требало да се меша са електронском емисијом или бета минус распадом (β− decay), који се дешава када се неутрон претвори у протон и нуклеус емитује електрон те антинеутрино.
Позитронска емисија је различита од протонског распада, хипотетичког распада протона — не нужно оних обавијених неутронима, не нужно емисијом позитрона и не као део нуклеарне физике већ физике честице.